# Campeonato Alagoano 2021
In 2021 werd het 91ste Campeonato Alagoano gespeeld voor voetbalclubs uit de Braziliaanse staat Alagoas. De competitie werd georganiseerd door de FAF en werd gespeeld van 20 februari tot 26 mei. CSA werd kampioen.

## Eerste fase
| Plaats | Club               | Wed. | W | G | V | Saldo | Ptn. |
| ------ | ------------------ | ---- | - | - | - | ----- | ---- |
| 1.     | CRB                | 8    | 5 | 1 | 2 | 14:7  | 16   |
| 2.     | CSA                | 8    | 4 | 3 | 1 | 17:5  | 15   |
| 3.     | CSE                | 8    | 4 | 3 | 1 | 13:7  | 15   |
| 4.     | Desportiva Aliança | 8    | 4 | 1 | 3 | 7:5   | 13   |
| 5.     | ASA                | 8    | 3 | 4 | 1 | 11:5  | 13   |
| 6.     | Murici             | 8    | 3 | 2 | 3 | 4:5   | 11   |
| 7.     | Jacyobá            | 8    | 2 | 3 | 3 | 9:13  | 9    |
| 8.     | Coruripe           | 8    | 1 | 1 | 6 | 8:23  | 4    |
| 9.     | CEO                | 8    | 0 | 2 | 6 | 2:15  | 2    |

|  | Geplaatst voor tweede fase |

## Tweede fase
In geval van gelijkspel worden er strafschoppen genomen, tussen haakjes weergegeven. 
|  | halve finale       | halve finale | halve finale | halve finale |  |     | finale | finale | finale | finale |
|  |                    |              |              |              |  |     |        |        |        |        |
|  |                    |              |              |              |  |     |        |        |        |        |
|  | CRB                | 1            | 2            | 3            |  |     |        |        |        |        |
|  | Desportiva Aliança | 0            | 1            | 1            |  |     |        |        |        |        |
|  |                    |              |              |              |  | CRB | 0      | 1      | 1 (3)  |        |
|  |                    |              |              |              |  | CSA | 0      | 1      | 1 (4)  |        |
|  | CSA                | 1            | 3            | 4            |  |     |        |        |        |        |
|  | CSE                | 1            | 0            | 1            |  |     |        |        |        |        |

## Copa do Brasil

### Wedstrijd voor de derde plaats
De winnaar speelt tegen de winnaar van de Copa Alagoas 2021 voor een plaats in de Copa do Brasil 2022. 
Heen
|              |                    |       |            |                        |
| 16 mei 16:00 | Desportiva Aliança | 1 – 1 | CSE        | Estádio da UFAL Maceió |
| 16 mei 16:00 | Edmar 05'          |       | 10' Dakson | Estádio da UFAL Maceió |

Terug
|              |                           |       |                    |                                           |
| 19 mei 16:00 | CSE                       | 2 – 1 | Desportiva Aliança | Estádio Juca Sampaio, Palmeira dos Índios |
| 19 mei 16:00 | Alan James 02' Renato 34' |       | 21' Luciano        | Estádio Juca Sampaio, Palmeira dos Índios |

### Wedstrijd voor deelname Copa do Brasil
Heen
|              |                          |       |               |                                           |
| 23 mei 16:00 | CSE                      | 2 – 1 | ASA           | Estádio Juca Sampaio, Palmeira dos Índios |
| 23 mei 16:00 | Renato 44' Cristiano 59' |       | 09' Johnattan | Estádio Juca Sampaio, Palmeira dos Índios |

Terug
|              |                                                                   |       |                                                          |                                                     |
| 26 mei 16:00 | ASA                                                               | 2 – 1 | CSE                                                      | Estádio Municipal Coaracy da Mata Fonseca Arapiraca |
| 26 mei 16:00 | Daivison 27' Jonas 83'                                            |       | 55' Dakson                                               | Estádio Municipal Coaracy da Mata Fonseca Arapiraca |
| 26 mei 16:00 | Strafschoppen                                                     |       |                                                          | Estádio Municipal Coaracy da Mata Fonseca Arapiraca |
| 26 mei 16:00 | Johnattan Dinda Marcelo Carlos Magno Caíque Baiano Fernando Jonas | 6 − 5 | Renato Jackson Everlan Cristiano Alan Jan Pieter Cleiton | Estádio Municipal Coaracy da Mata Fonseca Arapiraca |

## Totaalstand
| Plaats | Club               | Wed. | W | G | V | Saldo | Ptn. |
| ------ | ------------------ | ---- | - | - | - | ----- | ---- |
| 1.     | CSA                | 12   | 5 | 6 | 1 | 22:7  | 21   |
| 2.     | CRB                | 12   | 7 | 3 | 2 | 18:9  | 24   |
| 3.     | CSE                | 12   | 5 | 5 | 2 | 17:13 | 19   |
| 4.     | Desportiva Aliança | 12   | 4 | 2 | 6 | 10:11 | 13   |
| 5.     | ASA                | 8    | 3 | 4 | 1 | 11:5  | 13   |
| 6.     | Murici             | 8    | 3 | 2 | 3 | 4:5   | 11   |
| 7.     | Jacyobá            | 8    | 2 | 3 | 3 | 9:13  | 9    |
| 8.     | Coruripe           | 8    | 1 | 1 | 6 | 8:23  | 4    |
| 9.     | CEO                | 8    | 0 | 2 | 6 | 2:15  | 2    |

|  | Kampioen, geplaatst voor Copa do Brasil 2022 en Copa do Nordeste 2022                                    |
|  | Vicekampioen, geplaatst voor Copa do Brasil 2022                                                         |
|  | Geplaatst voor Série D 2022                                                                              |
|  | Geplaatst voor Copa do Brasil 2022 na winst tegen CSE en voor Série D 2022 als winnaar Copa Alagoas 2021 |
|  | Degradatie                                                                                               |

## Kampioen
| Campeonato Alagoano de 2021 |
| Alagoas                     |
| --------------------------- |
| CSA Kampioen (40° titel)    |